# Newsmakers
Newsmakers (tựa gốc tiếng Nga: Goryachie novosti) là một bộ phim hình sự, hành động và tâm lý của Nga do Anders Banke làm đạo diễn; phim được phát hành vào năm 2009. Đây là phiên bản làm lại từ một bộ phim hành động năm 2004 của Hồng Kông mang tựa đề Breaking News. Dàn diễn viên trong phim gồm có Andrey Merzlikin, Evgeniy Tsyganov, Mariya Mashkova, Maksim Konovalov, Aleksey Frandetti, Pavel Klimov và Sergey Garmash.

## Nội dung
Herman là trùm của một băng cướp, anh ta định đi cướp ngân hàng với bốn người đồng bọn khác là Kley, Orda, Kon và Kolyan. Nhưng vừa sắp lên xe đi cướp thì cả nhóm Herman gặp cảnh sát giao thông, Kley cho xe chạy ngược đường một chiều nên bị cảnh sát nhắc nhở, Kley và Orda rút súng bắn chết hai sĩ quan này. Gần đó có nhóm cảnh sát chìm do Thiếu tá Smirnov chỉ huy liền chạy đến đấu súng với nhóm Herman, một lát sau thì lính chính phủ cũng đến nơi, nhóm Herman giết vài người cảnh sát rồi lên xe bỏ chạy sau khi thấy Kon đã bị bắn chết.
Kế hoạch cướp ngân hàng coi như không thực hiện được, Herman cùng đồng bọn vào ẩn náu trong một khu chung cư. Thực ra trong trận đấu súng, phóng viên của đài truyền hình có mặt ở đó, họ đã quay phim lại cảnh đấu súng đó. Chính phủ Nga rất tức khi thấy hình ảnh người cảnh sát nhút nhát xin Herman tha mạng được phát sóng lên TV, việc này đã làm mất mặt lực lượng cảnh sát. Khi điều tra ra nhóm Herman đang ở trong khu chung cư, chính phủ liền cho 300 lính của quân đội Spetsnaz và quân đội OMON đến bao vây xung quanh khu chung cư, chuẩn bị bắt nhóm Herman.
Nữ cảnh sát Katya có ý tưởng là sẽ gắn những chiếc camera nhỏ lên đầu mỗi người lính, để khi họ ập vào chung cư thì sẽ chiếu trực tiếp lên TV cho hàng triệu khán giả xem như là đại sự kiện, hy vọng lấy lại được uy tín cho lực lượng cảnh sát. Binh lính bắt đầu xông vào chung cư, họ ra lệnh người dân ra ngoài khẩn cấp trước khi họ tìm nhóm Herman. Hai gã tội phạm chuyên buôn ma túy là Valery và Killer cứ tưởng rằng binh lính muốn tìm mình nên chạy lên tầng trên rồi gặp gỡ nhóm Herman, Valery và Killer hợp tác với nhóm Herman chống lại binh lính chính phủ. Thiếu tá Smirnov cũng muốn hỗ trợ binh lính, anh ta dẫn các đồng đội khác vào chung cư truy lùng nhóm Herman. Ông Yura và hai đứa con của ông ta bị nhóm Herman bắt làm con tin.
Sau nhiều cuộc đọ súng ác liệt thì Kley, Kolyan, Valery và Killer đều bị bắn chết; Orda bị bắt sống; chỉ có Herman là thoát ra ngoài nhờ đi lối đi bí mật. Herman bắt Katya đi theo làm con tin, Smirnov cố gắng đuổi theo Herman, cuối cùng Smirnov giết được Herman, giải cứu thành công Katya. Lực lượng cảnh sát đã lấy lại được uy tín, các phóng viên chạy đến phỏng vấn Smirnov.

## Diễn viên
- Andrey Merzlikin vai Smirnov
- Evgeniy Tsyganov vai Herman
- Mariya Mashkova vai Katya
- Maksim Konovalov vai Kley
- Aleksey Frandetti vai Orda
- Pavel Klimov vai Kolyan
- Sergei Vesnin vai Kon
- Sergey Garmash vai Killer
- Artyom Semakin vai Valery
- Viktor Chepelov vai Sanya
- David Stepanyan vai Hamlet
- Oleg Chernigov vai Mikhalych
- Pyotr Rytov vai Polyakov
- Yuri Shlykov vai Boldyrev
- Vladimir Mikhaliuk vai Petrushin
- Grigory Baranov vai Yura
- Ivan Sukhanov vai Vadik
- Sonya Hilkevich vai Sonya
- Aleksandr Raschupkin vai Vovchik
- Sam Klebanov vai Roman
- Loa Falkman vai Tillström
- Pavel Stepanov vai Cảnh sát giao thông
- Jurij Kruglov vai Cảnh sát giao thông
- Pavel Misailov vai Người cảnh sát nhút nhát